# BMW G450X

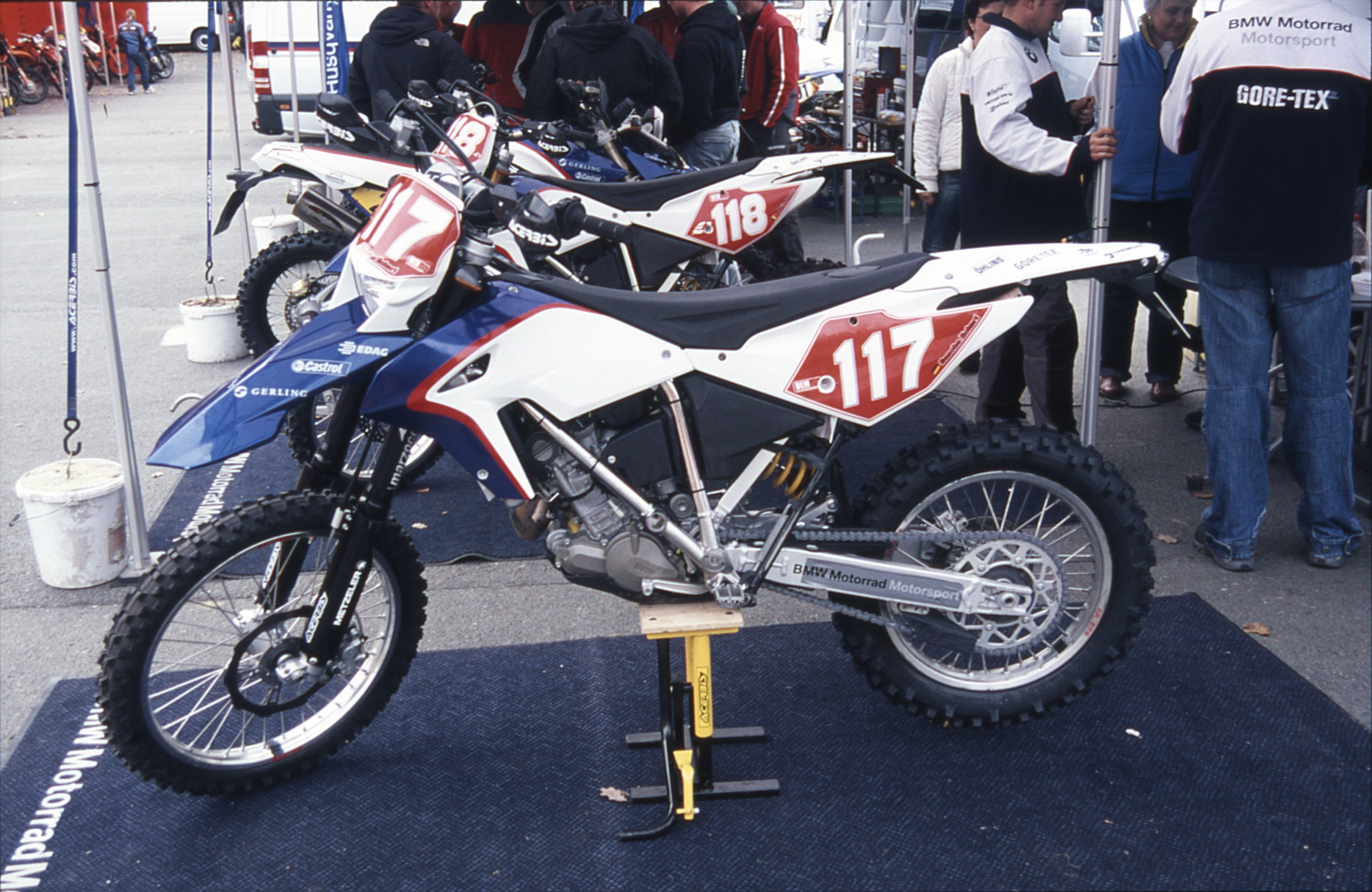
G 450 X

De G 450 X is een enduromotor van het merk BMW.
Al in maart 2007 werd tijdens een enduro in Duitsland een prototype van deze motor gesignaleerd. In oktober 2007 nam BMW het merk Husqvarna over van de MV Agusta-groep. Het is niet bekend of technici van Husqvarna hebben meegewerkt aan de ontwikkeling van de G 450 X, die minstens al in 2006 moet zijn begonnen. Bovendien werkte het nogal bevreemdend dat BMW een eigen 450 cc enduromotor ontwikkelde, terwijl het met de komst van Husqvarna een overvloed aan ervaring, kennis en modellen in huis zou krijgen. Men zou met de komst van de G 450 X dit merk immers concurrentie aandoen. In elk geval was de G 450 X geen Husqvarna-afstammeling. Daarvoor waren er te veel vernieuwingen toegepast. Sacha Eckert en Joël Smets namen eind 2007 niet onverdienstelijk deel aan enkele wedstrijden in het WK Enduro. Al snel bleek de G 450 X een volwaardige enduromachine, die goede resultaten boekte. In 2010 werden de Husqvarna's zelfs met de BMW motor uitgerust. Daar was kennelijk bij de ontwikkeling al rekening mee gehouden, want gemonteerd in de G 450 X had het motorblok twee ongebruikte ophangpunten.

## Motor
De vloeistofgekoelde eencilinder DOHC motor met vier kleppen had brandstofinjectie en leverde 50 pk en 48 Nm. De koppeling was rechtstreeks op de krukas geplaatst. De krukas draaide achterwaarts. Een paar tussentandwielen brachten het motorkoppel over op de versnellingsbak, en draaiden de draairichting weer om. De tegengesteld draaiende krukas verminderde de kans op wheelies. Om de motortrillingen te verminderen was een balansas toegepast, die echter extra taken vond in het aandrijven van de dubbele bovenliggende nokkenassen en de waterpomp. Bovendien zorgde de balansas middels een aantal radiale boringen voor de carterventilatie. De motor leverde bij aflevering slechts 40,8 pk bij 7.100 tpm, vanwege de milieueisen. De dealer kon deze restrictie echter snel en gemakkelijk verwijderen, waardoor er 51,7 pk vrijkwam, maar de motor niet meer aan de Euro3 emissie-eisen voldeed. De motor werd bij Kymco in Taiwan geproduceerd.

## Rijwielgedeelte
De machine had een hooggeplaatste tank onder het zadel. De plaats van de tank zorgde voor een betere gewichtsverdeling, maar het effect van een leeg rakende tank werd ook minder voelbaar. Het zadel was van een speciale foam gemaakt en bestond uit één deel, zonder de bij enduromotoren gebruikelijke overtrek. Het frame was een RVS brugframe. Bij dit frame liepen twee buizen vanaf de lagering van de achterbrug naar boven. Het blok zat alleen aan de bovenkant vast. Doordat er geen framebuis aan de voorkant zat, kon BMW één grote radiateur toepassen. Daardoor waren minder slangen en leidingen nodig, en werd de constructie ook smaller dan die van de concurrerende merken. De frameconstructie zorgde er ook voor dat de motor verder naar achteren geplaatst kon worden, en flink naar voren gekanteld was. Dit was voor BMW inmiddels het geijkte systeem geworden om een laag zwaartepunt te realiseren. Men had dit inmiddels ook bij alle viercilinderseries toegepast. De montage van de koppeling rechtstreeks op de krukas zorgde ervoor dat de motor ter hoogte van de versnellingsbak smaller werd. Hierdoor konden de framebuizen in rechte lijn naar het balhoofd lopen en zodoende een lichte maar sterke driehoeksconstructie vormen. De ruimte boven het blok werd door het ontbreken van de tank gebruikt om de brandstofinjectie, het luchtfilterhuis en de gelaccu onder te brengen. De machine zou met zijn rijklaar gewicht van ca. 120 kg lichter zijn dan alle concurrenten. De stuurklemmen konden in drie verschillende gaten gezet worden, maar ook nog worden omgedraaid, waardoor er zes mogelijke posities ontstonden. Op het achterspatbord was een setje boordgereedschap gemonteerd.

## Aandrijving
De meervoudige natte plaatkoppeling zat rechtstreeks op de krukas. Hierdoor werd de koppeling nog niet belast door de koppelvergroting die normaal door tussentandwielen ontstond en kon ze compacter en lichter uitgevoerd worden. Er was een vijfversnellingsbak aan boord, en het aandrijftandwiel zat op de as van de achtervork, waardoor er geen lengteverschillen bij het in- en uitveren ontstonden. Een bijkomend voordeel was dat de achtervork langer was en daardoor voor een stabieler rijgedrag en meer tractie zorgde, maar een nadeel was dat er veel werk gedaan moest worden om het tandwiel te vervangen. BMW berekende voor haar dealers 15 minuten werktijd, maar stelde ook dat de tandwielen door deze constructie vijf maal langer meegingen.

## Vering en wielophanging
BMW monteerde een gepatenteerde swingarm achterbrug waar een volledig instelbare Öhlins schokdemper zonder linksysteem voor de vering en demping zorgde. Deze achtervork moest echter geheel gedemonteerd worden als het voorste kettingtandwiel vervangen moest worden. Vóór was een volledig instelbare 45 mm Marzocchi Upside Down voorvork gemonteerd. De veerwegen waren resp. 300 mm vóór en 320 achter.

## Remmen
Het remsysteem kwam van Brembo. Vóór was een enkele 260 mm schijfrem met een dubbelzuiger remklauw gebruikt, achter een 220 mm schijf met een enkelzuiger remklauw.

### Technische gegevens
| Periode          | 2008-                       | 2008-                       | 2008-                       |
| Categorie        | enduromotor                 | enduromotor                 | enduromotor                 |
| Motortype        | DOHC met brandstofinjectie  | DOHC met brandstofinjectie  | DOHC met brandstofinjectie  |
| Bouwwijze        | dwarsgeplaatste eencilinder | dwarsgeplaatste eencilinder | dwarsgeplaatste eencilinder |
| boring           | 98 mm                       | 98 mm                       | 98 mm                       |
| slag             | 59,6 mm                     | 59,6 mm                     | 59,6 mm                     |
| Cilinderinhoud   | 449,5 cc                    | 449,5 cc                    | 449,5 cc                    |
| Max. Vermogen    | 38 kW/51,7 pk bij 9.000 tpm |                             |                             |
| Max. koppel      | 44 Nm bij 7.800 tpm         | 44 Nm bij 7.800 tpm         | 44 Nm bij 7.800 tpm         |
| Aandrijving      | kettingaandrijving          | kettingaandrijving          | kettingaandrijving          |
| Rijwielgedeelte  | stalen brugframe            | stalen brugframe            | stalen brugframe            |
| Rijklaar gewicht | 120 kg                      | 120 kg                      | 120 kg                      |